# Tássos Papadópoulos
Tássos Papadópoulos, em grego Τάσσος Παπαδόπουλος, (Nicósia, 7 de janeiro de 1934 — Nicósia, 12 de dezembro de 2008) foi um político cipriota, foi presidente de seu país de 2003 até 2008.
Nas eleições de 17 de Fevereiro de 2008 obteve 31,79% dos votos, menos do que os candidatos Ioánnis Kasulídis (direita, 33,51%) e Dimítris Christófias (comunista, 33,29%) pelo que não passou à segunda volta.